# Biellorieppjávrre
Biellorieppjávrre, enligt tidigare ortografi Piellorieppjaure, är en sjö i Jokkmokks kommun i Lappland och ingår i Luleälvens huvudavrinningsområde. Sjön har en area på 0,279 kvadratkilometer och ligger 594 meter över havet. Biellorieppjávrre ligger i Rapadalen i Sarek Natura 2000-område.

## Delavrinningsområde
Biellorieppjávrre ingår i det delavrinningsområde (746239-159099) som SMHI kallar för Namn saknas. Medelhöjden är 1 074 meter över havet och ytan är 52,6 kvadratkilometer. Räknas de 6 avrinningsområdena uppströms in blir den ackumulerade arean 440,45 kvadratkilometer. Ráhpaädno avvattnar avrinningsområdet och vattnet fortsätter därefter genom Blackälven (Smadjeädno), Lilla Luleälven och Luleälven) innan det når havet efter 313 kilometer. Avrinningsområdet består mestadels av skog (16 procent) och kalfjäll (66 procent). Avrinningsområdet har 1,64 kvadratkilometer vattenytor vilket ger det en sjöprocent på 3,1 procent. Delavrinningsområdet täcks till 7,44 procent av glaciärer, med en yta av 3,915 kvadratkilometer.

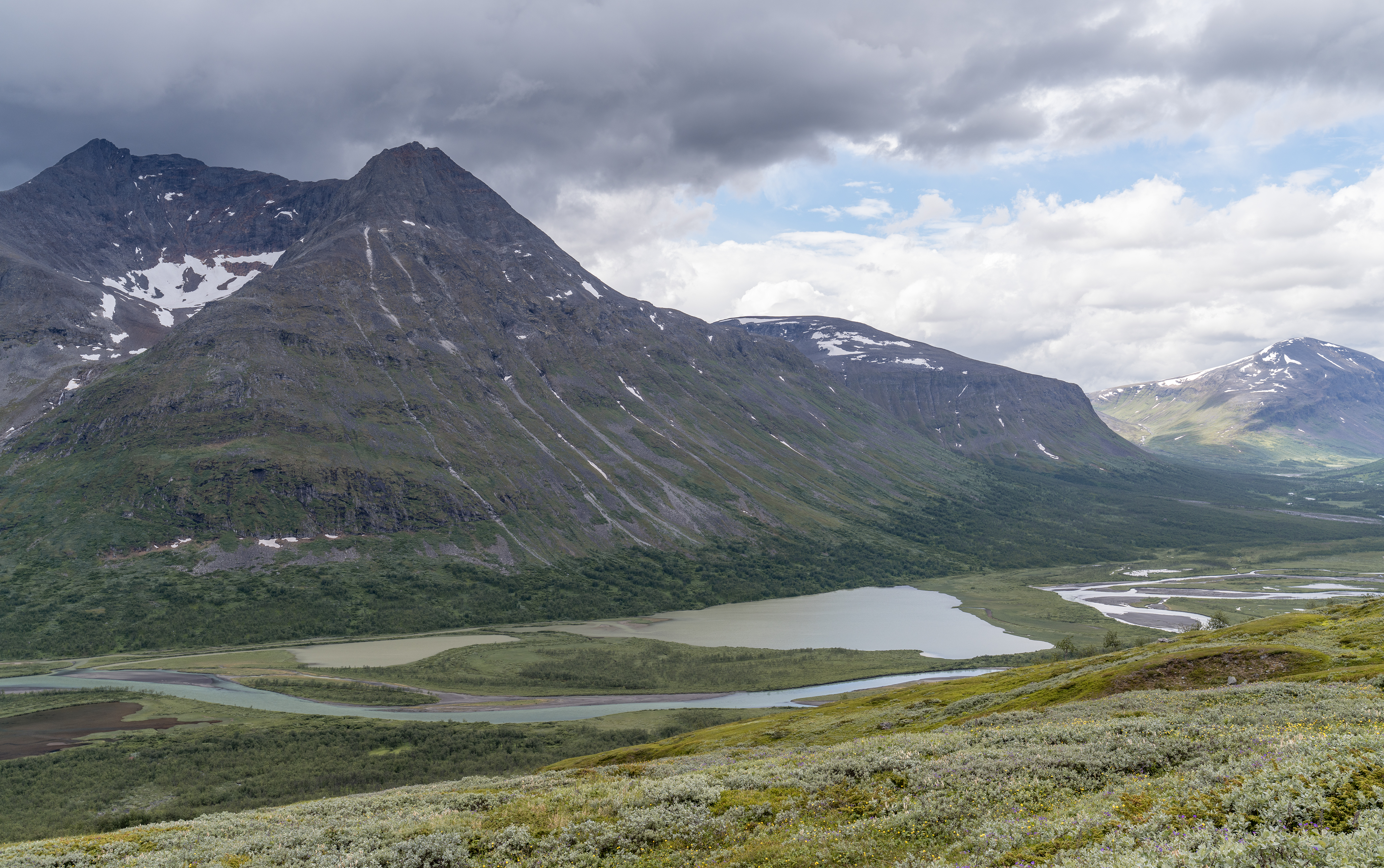
Biellorieppjávrre är den största sjön i bilden.